# C-Train
C-Train é o sistema de trem ligeiro operante na cidade canadense de Calgary, Alberta. 
O início das operações se deu em 1981. Administrado pela Calgary Transit, atualmente o sistema está organizado em duas linhas, que formam uma cruz, ligando 4 terminais. Os trilhos percorrem 59,9 quilômetros.